# El regreso de Woods
Back to the Woods (titulado: El regreso de Woods en España e Hispanoamérica) es el noveno episodio de la sexta temporada de la serie Padre de familia emitida el 17 de febrero de 2008 a través de FOX. El episodio está escrito por Tom Devanney y dirigido por Brian Iles. Como artistas invitados prestan sus voces los actores: James Woods, James Burkholder y Dave Van Dam y el cantante Barry Manilow.
Las críticas recibidas fueron dispares.
La trama se centra en Peter, el cual tras perder su cartera descubre que James Woods le ha robado su identidad y su familia como venganza por lo que le hizo en Peter's Got Woods. A lo largo del episodio tratará de volver con su familia como sea.

## Argumento
Tras asistir a un concierto de Barry Manilow con sus amigos, Peter se percata de que ha perdido su cartera en el evento y que alguien ha estado usando su tarjeta de crédito. Tras averiguar el último movimiento del carterista, este le lleva a un restaurante chino donde se reencuentra con James Woods, el cual promete vengarse por lo que le hizo tiempo atrás, pero no es hasta llegar a casa cuando su pesadilla empieza: al ser el "poseedor" de la cartera suplanta la identidad del legítimo dueño tras enseñarle "su documentación" a Joe, el cual a pesar de reconocer a su amigo, termina por echarle de su propia casa haciéndose así con su familia también para desconcierto de Lois, que ve cómo Woods amenaza con "arruinar a la familia". Por otro lado, a Brian le es vetada la entrada a casa y se marcha a vivir con Peter a un motel.
En cuanto Peter, empieza a echar de menos a su mujer e intenta reunirse con ella con resultados infructuosos. Pero cuando está a punto de rendirse, Brian le convence para que juegue de la misma manera. Con la ayuda de Stewie, consigue falsificar su DNI y demás documentación para hacerse pasar por el actor. Para empezar, Peter (como Woods) se presenta en el Late Show with David Letterman en el que promociona una película satírica sobre los atentados del 11 de septiembre de 2001, lo cual resulta ofensivo tanto para el propio Letterman como para la ciudadanía estadounidense dejando la carrera de Woods por los suelos.
Casualmente, Woods ve el programa junto a Lois y los demás mientras Peter decide seguir una semana con la charada hasta que el propio actor enfurecido por arruinarle la vida busca pelearse en la calle, en una determinada dirección que Peter pone como condición y en la que este y el can le preparan la misma trampa que en el otro episodio. Finalmente, Peter se reencuentra con su familia para alegría general, sobre todo en Lois, la cual al preguntar sobre que ha sido con Woods, su marido le comenta que "los expertos se están haciendo cargo".

## Producción
El episodio fue escrito por Tom Devanney, siendo este el primero de la temporada, y dirigido por Brian Iles quien ya dirigiera el anterior. Peter Shin y James Purdum trabajaron como supervisores de dirección.
El capítulo sirve como una segunda parte del episodio Peter's Got Woods emitido en la cuarta temporada y en la que el propio actor se satiriza a sí mismo. Más adelante aparecería en Brian Griffin's House of Payne y And Then There Were Fewer.
Aparte del reparto habitual, James Burkholder junto al cantante Barry Manilow y el cómico James Van Dam aparecen como artistas invitados.

## Referencias culturales

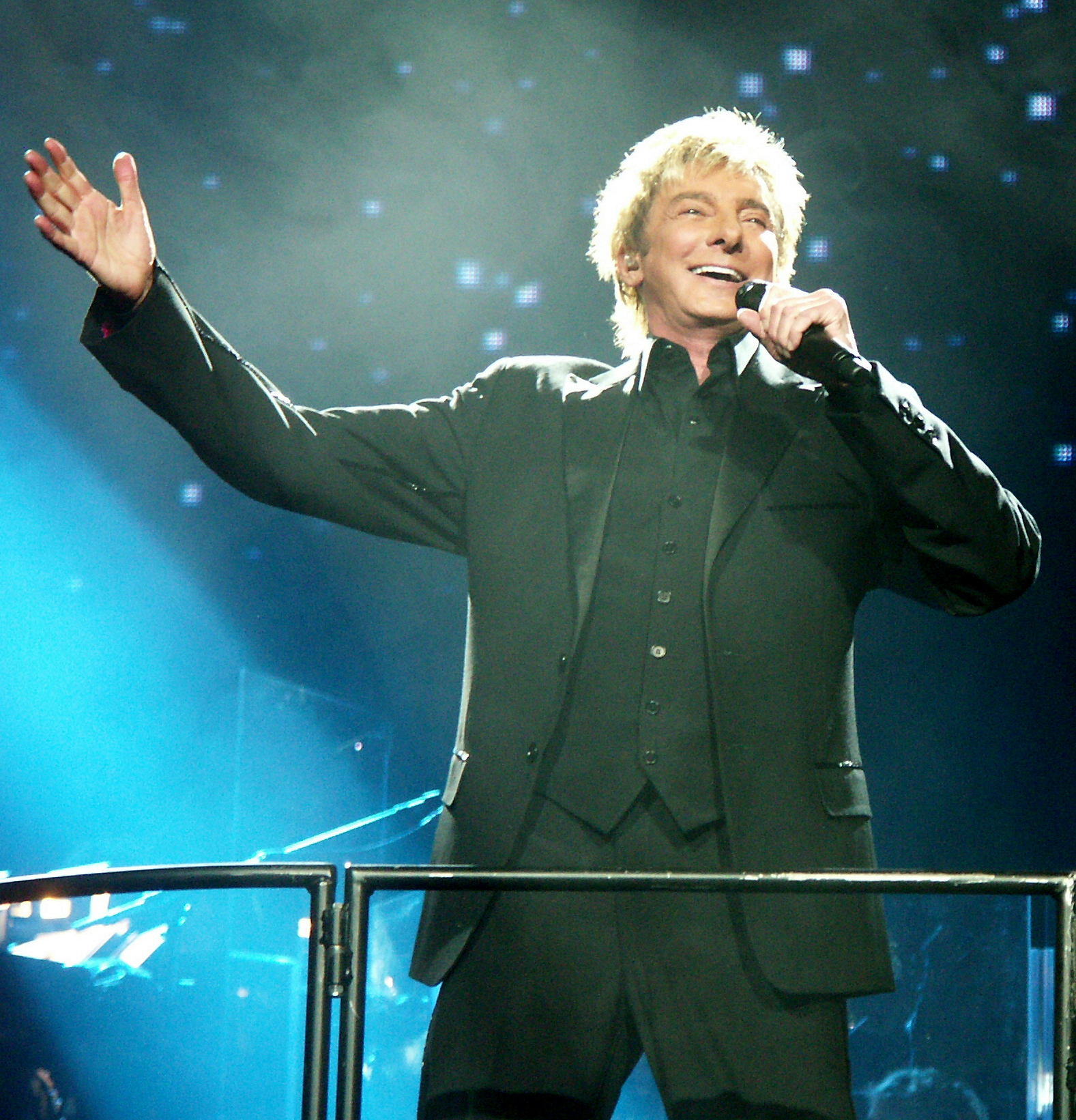
Barry Manilow fue uno de los artistas invitados